# Том Конті
Том Конті (англ. Tom Conti; 22 листопада 1941, Пейслі, Шотландія, Велика Британія) — шотландський актор, театральний режисер і письменник.

## Ранній життєпис
Томас Конті народився 1941 року в Пейслі Ренфрушир. Він був вихований у католицькій сім'ї, але сам себе вважає атеїстом. Конті навчався в Коледжі святого Алоізія, платної католицької школи для хлопчиків у Глазго та, пізніше, в Королівській шотландській академії музики та драматичного мистецтва.

## Кар'єра
У 1959 році Конті почав працювати в Dundee Repertory Theatre. У 1979 році він з'явився на Бродвеї у п'єсі «Че це життя зрештою?».
У 2006 році Конті з великим успіхом грав у лондонському «Гаррик-театре» заголовного персонажа у виставі за п'єсою Кіта Вотергауса « Джеффрі Бернард нездоровий», замінивши в цій ролі Пітера О'Тула. Як режисер Конті поставив вистави за п'єсами «Останні з гарячих, червоних коханців» Ніла Саймона та «Справжній сміх» Ноела Каварда.
Тома Конті також має великий досвід роботи на телебаченні. Він грав головні ролі в телевізійних версіях п'єс «Блискучі премії» Фредеріка Рафаела та «Норманські завоювання» Алана Ейкборна. У британському міні-серіалі 1975 року «Мадам Боварі» актор зіграв чоловіка головної героїні.
Конті з'явився в епізоді «Принцеса на горошині» телесеріалу для дітей «Театр чарівних історій», знявся в невеликих ролях у серіалах « Друзі» та «Косбі», а також у середині 1990-х років разом із Найджелем Готорном брав участь у серії реклам.
Крім того, Том Конті знімався і в кіно. У його фільмографії є такі стрічки, як « Дуелянти», « Щасливого Різдва, містер Лоуренс», «Рубен, Рубен», «Ціна зради» та інші.
Книга Конті під назвою «Доктор», яка розповідає про колишнього льотчика спецслужб, була опублікована 2004 року.

## Особисте життя
З 1967 року Том Конті одружений з шотландською акторкою Каре Вілсон. У шлюбі народилася донька Ніна, яка стала акторкою та черевомовником. Вона заявила, що її батьки перебувають у відкритому шлюбі.

## Вибрана фільмографія
| Рік  |    | Українська назва                                 | Оригінальна назва                      | Роль                            |
| ---- | -- | ------------------------------------------------ | -------------------------------------- | ------------------------------- |
| 1975 | с  | Slade in Flame                                   | Slade in Flame                         | Роберт Сеймур                   |
| 1977 | ф  | Дуелянти                                         | The Duellists                          | доктор Жакен                    |
| 1977 | ф  | Замкнене коло                                    | Full Circle                            | Марк Берклі                     |
| 1983 | ф  | Щасливого Різдва, містере Лоуренс                | Merry Christmas, Mr. Lawrence          | підполковник Джон Лоуренс       |
| 1983 | ф  | Рубен, Рубен                                     | Reuben, Reuben                         | Гоуен Макгленд                  |
| 1986 | ф  | Врятувальна милість                              | Saving Grace                           | папа Лев XIV                    |
| 1986 | тф | Мисливець за нацистами: Історія Беати Кларсфельд | Nazi Hunter: The Beate Klarsfeld Story | Серж Кларсфельд                 |
| 1989 | ф  | Ширлі Валентайн                                  | Shirley Valentine                      | Костас                          |
| 1991 | ф  | Облога Венеції                                   | Caccia alla vedova                     | граф Анжело                     |
| 1998 | с  | Друзі                                            | Friends                                | Стівен Уолтхем                  |
| 2005 | ф  | Ціна зради                                       | Derailed                               | Еліот Ферт                      |
| 2010 | с  | Лек світло - у Кендлфорд                         | Lark Rise to Candleford                | Вільям Борн / містер Реппінгтон |
| 2010 | с  | Міранда                                          | Miranda                                | Чарльз                          |
| 2010 | ф  | Буря                                             | The Tempest                            | Гонзало                         |
| 2012 | ф  | Вуличні танці 2                                  | StreetDance 2                          | Ману                            |
| 2012 | ф  | Темний лицар повертається                        | The Dark Knight Rises                  | ув'язнений                      |
| 2017 | ф  | Пригоди Паддінгтона 2                            | Paddington's Adventures 2              | суддя Джеральд Бігглсвейд       |
| 2019 | с  | Доктор Мартін                                    | Doc Martin                             | Бернард Ньютон                  |
| 2023 | ф  | Оппенгеймер                                      | Oppenheimer                            | Альберт Ейнштейн                |

## Нагороди та номінації
| Нагорода              | Рік  | Категорія                                                                      | Назва роботи                                    | Результат |
| --------------------- | ---- | ------------------------------------------------------------------------------ | ----------------------------------------------- | --------- |
| Оскар                 | 1984 | Найкраща чоловіча роль                                                         | Рубен, Рубен                                    | Номінація |
| Золотий глобус        | 1984 | Найкраща чоловіча роль у драматичному фільмі                                   | Рубен, Рубен                                    | Номінація |
| Золотий глобус        | 1987 | Найкраща чоловіча роль другого плану в телесеріалі, міні-серіалі чи телефільмі | Мисливець за нацистами: Історія Беати Кларсфелд | Номінація |
| Тоні                  | 1979 | Найкраща чоловіча роль у п'єсі                                                 | Чиє це життя, зрештою?                          | Перемога  |
| Премія Лоренса Олів'є | 1976 | Найкраща чоловіча роль у п'єсі                                                 | Дон Жуан, або Кам'яний бенкет / Учень диявола   | Номінація |
| Премія Лоренса Олів'є | 1978 | Найкраща чоловіча роль у п'єсі                                                 | Чиє це життя, зрештою?                          | Перемога  |
| Премія Лоренса Олів'є | 1980 | Найкраща чоловіча роль у мюзиклі                                               | Грають нашу пісню                               | Номінація |